# Oscar Osvaldo Barros
Oscar Osvaldo Barros (Buenos Aires, 17 de abril de 1936 – detenido desaparecido el 7 de mayo de 1976 en el barrio de Palermo, Ciudad Autónoma de Buenos Aires, Argentina) fue un periodista, escritor, director de teatro independiente y concertista de piano.

## Biografía
Oscar Osvaldo Barros fue egresado de una escuela técnica y se desempeñó como administrativo en la empresa OCA Intercargo. Además, desarrolló actividad como director de teatro independiente y concertista de piano. A fines de los años 60 comenzó a asistir al “Taller Literario Mario Jorge de Lellis”, donde conoció a Lucina Álvarez. En 1967 mantuvieron una relación sentimental y, desde entonces, compartieron una intensa actividad cultural, participando en diversas revistas y otras publicaciones literarias de las décadas del sesenta y setenta.
Ese mismo año, la acompañó en su mudanza desde Ituzaingó al barrio de Barracas, a una habitación situada al fondo de una casona perteneciente a la familia del escritor Vicente Battista, donde transcurrieron los primeros años de su relación. Tras tres años de noviazgo, en 1970 decidieron convivir y adquirieron un departamento en pozo en el barrio de Palermo, donde se instalaron al año siguiente.
En 1971 viajaron a Montevideo para asistir a la presentación de El cumpleaños de Juan Ángel, novela de Mario Benedetti. Durante esa estadía, tomaron contacto con integrantes de la revista Mate Amargo, publicación clandestina vinculada al movimiento Tupamaros.
El 12 de mayo de 1972 participaron en la organización de un recital de poesía en apoyo a la libertad de presos políticos y sindicales, realizado en un local de FOETRA, sindicato telefónico. El encuentro contó con la presencia de poetas y escritores como Roberto Jorge Santoro, Vicente Zito Lema, Abelardo Castillo y Haroldo Conti, entre otros.

Barros formó parte de la Agrupación Gremial de Escritores (AGE), integrada por escritores y escritoras con militancia política de izquierda, entre quienes se encontraban Roberto Jorge Santoro, Humberto Costantini, Carlos Patiño, Alberto Costa, Bernardo Kordon y Elías Castelnuovo. En septiembre de 1973 asistió, junto a Lucina Álvarez, al III Congreso del Frente Antiimperialista y por el Socialismo (FAS) en la provincia del Chaco, donde uno de los principales oradores fue Agustín Tosco. En 1974 estuvieron presentes en el velorio y sepelio de Silvio Frondizi, asesinado por la organización parapolicial conocida como Triple A.

Fotografía de Lucina Álvarez y Oscar Barros

Barros continuó participando de las actividades de la AGE, que en 1975 presentó una lista en las elecciones de la Sociedad Argentina de Escritores (SADE). Aunque no obtuvo la conducción de la institución, el grupo mantuvo sus reuniones y actividades, algunas de las cuales se realizaron en el departamento de Palermo que compartía con Álvarez.
El 7 de mayo de 1976, Oscar Barros y Lucina Álvarez fueron secuestrados en su domicilio de la calle Beruti 3249, en el barrio porteño de Palermo. El operativo fue realizado por un grupo de civiles armados que portaban credenciales oficiales y se movilizaban en vehículos sin identificación. Tras la detención, la vivienda fue saqueada y vandalizada. La causa judicial iniciada el 14 de mayo de ese mismo año, junto con diversos recursos de habeas corpus y gestiones ante el Ministerio del Interior, no permitió establecer el destino de ambos. Tampoco arrojaron resultados las denuncias presentadas posteriormente ante la Comisión Nacional sobre la Desaparición de Personas (CONADEP).
Hasta la actualidad, ambos permanecen en condición de desaparecidos.

## Revistas literarias
La trayectoria literaria de Oscar Osvaldo Barros se manifestó en su participación en diversas revistas y publicaciones independientes de la época. En varios casos, no solo colaboró como autor, sino que también integró los consejos de redacción y participó en la organización de actividades relacionadas con estos proyectos. Estas publicaciones constituyeron espacios relevantes dentro del ámbito cultural de aquel período, congregando a escritores y escritoras con intereses comunes en literatura, así como en temas sociales y políticos contemporáneos.
Barros formó parte del consejo de dirección de la revista literaria Actitud, publicada en Buenos Aires entre 1963 y 1964. Junto con Silvia Cesaroni, Jorge Iegor, Jorge Vázquez, Martín Wainstein y Rubén Wainstein, participó en la conducción editorial y contribuyó con relatos en varios números. Actitud fue una publicación independiente que, a lo largo de sus cuatro entregas, abordó temas relacionados con la cultura, la literatura y el pensamiento contemporáneo desde una perspectiva crítica. Entre sus contenidos destacaron análisis como el de Jorge Iegor sobre la vanguardia en la obra de Eugène Ionesco; un estudio de Iygia Neda acerca de la poesía de vanguardia en Brasil; y ensayos de Ricardo Monner Sans sobre las relaciones entre pueblo y cultura. La revista reunió a narradores y poetas como Abelardo Castillo, Martín Wainstein, Héctor David Gatica, Rubén Darlin, Héctor Negro y José María Gatica, entre otros.
A partir de diciembre de 1966, Barros integró el consejo de redacción de la revista literaria El Escarabajo de Oro, donde participó en la coordinación editorial y en la definición de contenidos, además de publicar artículos y cuentos, entre los cuales se destacan el relato “Basural” (julio/agosto de 1967) y reseñas críticas, como la de La vuelta completa de Juan José Saer y la novela Nanina de Germán García. Esta revista, publicada en Buenos Aires entre 1961 y 1974, fue dirigida inicialmente por Abelardo Castillo y Arnoldo Liberman, para luego continuar con la codirección de Castillo y Liliana Heker. Durante su trayectoria se editaron 48 números, algunos en formato doble, y su consejo de redacción contó con la participación de figuras como Ricardo Piglia y Miguel Briante. El Escarabajo de Oro mantuvo una posición política de izquierda y se posicionó activamente en los debates culturales de su tiempo a través de cuentos, poemas, artículos críticos y entrevistas.
Barros también colaboró en la revista cultural El Juguete Rabioso, editada en Buenos Aires entre diciembre de 1971 y septiembre de 1972 por los integrantes del “Taller Literario Mario Jorge De Lellis”. En el número 2, publicado en mayo de 1972, se publicó el artículo “De Lellis”, firmado en coautoría con Lucina Álvarez. Además, formó parte del grupo de colaboradores que contribuyó a los cuatro números de esta publicación, dirigida por Jorge Ricardo Aulicino. El Juguete Rabioso abordó literatura argentina y extranjera, poesía, crítica cultural, teatro, cine y debates políticos e intelectuales. Entre sus colaboradores se encontraron autores como Abelardo Castillo y Jorge Asís, y contó con ilustraciones de artistas como Oscar Astromujoff y Chumy Chúmez.
Finalmente, Barros colaboró con la revista Crisis, publicada en Buenos Aires entre mayo de 1973 y agosto de 1976. Bajo la dirección editorial de Eduardo Galeano y Federico Vogelius, esta publicación se consolidó como una de las más influyentes del ámbito intelectual argentino durante ese período.

## Obra
Oscar Osvaldo Barros finalizó varios proyectos literarios a lo largo de su vida, aunque sólo publicó un libro. En 1967, la revista El Escarabajo de Oro anunció la publicación de Los rostros ocultos, un libro de cuentos que finalmente no se editó. En 1970 completó la novela Punto y aparte, que tampoco fue publicada, y más tarde firmó un contrato con la Editorial Corregidor para la publicación de la novela En primeras nupcias, inicialmente prevista para marzo de 1974; sin embargo, los acontecimientos políticos de la época postergaron su edición. La fecha se reprogramó para mayo de 1975, pero el Rodrigazo volvió a suspender indefinidamente su publicación. Estas obras permanecen inéditas hasta el día de la fecha. En 1974 publicó su único libro, El revés de la moneda.

## El revés de la moneda
Publicado en julio de 1974 por la Editorial Librería El Lorraine, dirigida por Pedro Sirera, El revés de la moneda es un análisis histórico de la evolución del movimiento obrero chileno desde sus inicios hasta el golpe militar encabezado por el general Augusto Pinochet en 1973. La obra profundizó en los acontecimientos políticos y sociales que precedieron y aceleraron este proceso, como el paro patronal de los camioneros en octubre de 1972, el intento de golpe militar conocido como el Tanquetazo en junio de 1973, y el golpe de Estado del 11 de septiembre de 1973 que derrocó al presidente Salvador Allende. El trabajo de Barros reflejó el estudio detallado que venía realizando sobre el proceso chileno y su impacto político y social.

Prueba de galera - El revés de la moneda.

#### Contenido del libro:[21]
- Golpe militar en Chile
- Textos consultados

1. Historias de lucha y represión: Hoy como ayer y siempre – Las primeras organizaciones obreras – Crecen las organizaciones obreras – La semana roja de Santiago – La masacre de Iquique – Hacia el futuro – La república socialista – Una nueva etapa – “Traición” y populismo – Fracasos de la política burguesa – Institucionalidad y revolución
2. La unidad popular – El Movimiento de la Izquierda Revolucionaria – Programa de la Unidad Popular – Democracia y Libertad – El resultado de las urnas – Compañero Presidente – Biografía de un revolucionario – El pánico de los privilegiados – Las FFAA y la doctrina vigente – La posición del MIR – Intentona derechista – La resolución parlamentaria – La victoria de los trabajadores.
3. Las primeras cuarenta medidas – En apenas un mes – La reforma agraria – El cobre – Dos mundos enfrentados – Reafirmación en Temuco – La “doctrina” Prats – Ejecución y autocritica – Los acontecimientos se suceden – La democracia cristiana se fractura – Los caminos a seguir – La conducta revolucionaria – La problemática crucial – “Cumpliremos nuestro programa” – Aniversario del gobierno popular.
4. Diálogo de América
5. Dos mundos enfrentados: EEUU versus Chile – El subdesarrollo – Las ollas vacías – El desabastecimiento – La tercera conferencia de la UNCTAD – Los tentáculos del imperialismo – El momento de las definiciones – Asilo para combatientes – Represión en La Hermida – La reacción no se detiene – Los cordones industriales – La organización de las bases – Otras artimañas de la reacción – Una confrontación trascendental.
6. La contrarrevolución en marcha:  El enfrentamiento no decae – La huelga de los mineros – Opciones antipopulares – Llamados al pueblo y al gobierno – Subversión en marcha – Allende habla al pueblo – Atentado a Prats y su trasfondo – Intento de golpe militar – Manifestación del pueblo – Mensaje de Allende, y después – La “democracia” de los ricos – Reaccionaria complicidad encubierta – El disfrazado lamento de algunos.
7. Agonía del gobierno popular: ¿Callejón sin salida? – Las FFAA de nuevo en el tapete – Los obreros opinan disiento – Disposición al diálogo – La izquierda revolucionaria – Fracaso del diálogo – El gobierno no logra sobreponerse – Transportistas, aviadores y Cía. – Renuncia de Prats y despeñadero – La opinión de las bases – Represión a mansalva y torturas – El sentimiento de culpabilidad – Los golpistas completan su elenco – Allende denuncia la conspiración – La creación del golpe.
8. A muerte con el pueblo: El General Prats – Una preparación larga y minuciosa – Testimonio de un militar – Bando veinticuatro – Apoyo militar imperialista – Vayan, vayan y colaboren – El suicidio de Salvador Allende – La versión oficial – Morir combatiendo – Los últimos mensajes al pueblo – La heroica defensa popular – Resistieron como podían – A muerte contra el pueblo.
9. La hora de los chacales: La prensa de nuestro país – Pinochet el sanmartiniano – La contraofensiva del sistema – Las explicaciones de la burguesía – Confundir, explicar y sobrevivir – El derecho de asilo – Los problemas continuaron – El lenguaje de los hechos.
10. El futuro de la revolución: Una batalla perdida – Reforma o Revolución – Otra concepción revolucionaria – Condiciones para la acción futura – Habla el secretario general del MIR – Documento póstumo de Van Schowen – Habla el secretario general del PS – En todo Chile por Chile.